# Scleranthus diander
Scleranthus diander är en nejlikväxtart som beskrevs av Robert Brown. Scleranthus diander ingår i släktet knavlar, och familjen nejlikväxter. Inga underarter finns listade i Catalogue of Life.